# Cauza decesului
Cauza decesului este o determinare legală realizată, de obicei, de medicul legist, examinatorul medical, poliție sau alte autorități similare și este înregistrată ca o statistică vitală.
În funcție de jurisdicție, determinările privind cauza morții variază de la categorii foarte largi, precum „naturală” și „omor”, la cauze specifice, precum „accident rutier” sau „rană prin împușcare”. În Statele Unite și Regatul Unit, se face o distincție între cauza decesului, care reprezintă o boală sau o leziune specifică, modul de deces, care este în primul rând o determinare legală, și mecanismul de deces (numit și modul mecanic al decesului), care nu explică de ce a murit persoana sau cauza subiacentă a decesului și poate include oprirea cardiacă sau hemoragia.
În unele cazuri, se efectuează o autopsie fie din cauza cerințelor legale generale, fie pentru că cauza medicală a decesului este incertă, la cererea membrilor familiei sau a tutorilor, sau din cauza circumstanțelor suspecte ale decesului.
Codurile Clasificării Internaționale a Bolilor sunt uneori utilizate pentru a înregistra modul și cauza decesului într-un mod sistematic, facilitând compilarea statisticilor și compararea evenimentelor între jurisdicții.

## Terminologie

### Cauze naturale de deces
Moartea din cauze naturale apare din cauza unei boli și a complicațiilor acesteia sau a unor disfuncții interne ale organismului și nu este cauzată direct de factori externi, cu excepția bolilor infecțioase. Exemplele includ pneumonia, bolile diareice, cancerul, un accident vascular cerebral, bolile cardiovasculare și insuficiența bruscă a unui organ.
Pe măsură ce organismele îmbătrânesc, apar diverse consecințe legate de sănătate. La oameni, câteva exemple includ vindecarea mai lentă a țesutului pielii, îngroșarea pereților vaselor de sânge și un sistem imunitar mai puțin eficient. De exemplu, o cădere poate provoca mai ușor hemoragii interne, acumularea de plăci poate declanșa un atac de cord, iar o răceală poate evolua mai ușor în pneumonie.
De-a lungul istoriei umane, doctorii care nu aveau mijloacele de a înțelege cauzele decesului atribuieau deseori cauzele necunoscute „bătrâneții”. Cu medicina modernă și aparatura medicală, medicii sunt capabili să identifice mai precis cauza morții la o persoană în vârstă. Cu toate acestea, mulți doctori se referă la cauză a decesului drept „bătrânețe” pentru că este mai reconfortantă pentru cei dragi decât furnizarea unor detalii specifice.

### Cauze nenaturale de deces
Moartea din cauze nenaturale rezultă dintr-o cauz externă, care include de obicei omor, sinucideri, accidente, erori medicale, intoxicații cu alcool și supradoze de droguri. Jurisdicțiile diferă în modul în care categorizează și raportează decesele nenaturale, incluzând nivelul de detaliu și dacă acestea sunt considerate o categorie unică cu subcategorii sau categorii distincte de top.
„Mecanismul de deces” este uneori utilizat pentru a se referi la cauza imediată a morții, care poate diferi de cauza decesului. De exemplu, cauza proximă sau mecanismul de deces poate fi ischemia cerebrală (lipsa fluxului sanguin căre creier), cauzată de un neoplasm malign (cancer), care la rândul său a fost declanșat de o doză de radiații ionizante administrată cu intenția de a ucide sau răni, ceea ce duce la certificarea modului de deces ca fiind „omor”.
Modul de deces poate fi înregistrat ca „nedeterminat” dacă nu există suficiente dovezi pentru a ajunge la o concluzie fermă. De exemplu, descoperirea unui schelet uman parțial indică un deces, dar poate să nu ofere suficiente dovezi pentru a determina cauza acestuia.

## Certificatul de deces
Certificatul de deces este un document eliberat de un oficiu guvernamental de stare civilă, care declară data, locul și cauza morții unei persoane, așa cum sunt înregistrate în registrul oficial al deceselor.

### Utilizarea certificatului de deces
De obicei, certificatul de deces este necesar pentru a solicita deschiderea unei succesiuni sau administrarea bunurilor unui defunct.
Alte agenții guvernamentale pot solicita detalii despre deces de la oficiile de stare civilă fără prezentarea unui certificat de deces, pentru a permite actualizarea registrelor oficiale, precum listele electorale, beneficiile sociale, înregistrările pașapoartelor sau transferul moștenitorilor.

### Istoricul certificatului de deces
În Europa și America de Nord, înregistrările deceselor erau păstrate inițial de bisericile locale, împreună cu cele de botez și căsătorie. Până la sfârșitul secolului al XIX-lea, țările europene au adoptat sisteme centralizate pentru înregistrarea deceselor.

### România
Conform legislației din România, membrii familiei decedatului sau alte persoane îndreptățite trebuie să solicite înregistrarea actului de deces la serviciul public comunitar local de evidență a persoanelor sau la ofițerul de stare civilă din cadrul primăriei unității administrativ-teritoriale unde a avut loc decesul. Termenele sunt:
- 3 zile pentru decesele cauzate de cauze naturale;
- 48 de ore pentru sinucideri, accidente, alte cauze violente sau în cazul găsirii unui cadavru (identificat sau neidentificat).

## Implicații legale
Un deces clasificat drept omor este, de obicei, raportat poliției, procurorului sau unei autorități echivalente pentru investigare și, dacă este cazul, pentru formularea de acuzații penale.
Decesele cauzate de pedeapsa capitală, deși sunt considerate omucideri, sunt în general presupuse a fi legale și nu sunt supuse urmăririi penale.
Majoritatea deceselor survenite în contextul războiului nu sunt urmărite penal, cu excepția cazurilor în care există dovezi ale unor crime de război. În astfel de situații, militarii aflați pe teritorii străine pot fi urmăriți penal de către sistemul de justiție militară, organele de aplicare a legii naționale sau Curtea Penală Internațională.
Unele contracte de asigurare, cum ar fi polițele de asigurare de viață, conțin reguli speciale pentru anumite cauze de deces. Sinuciderea, de exemplu, poate invalida cererile de despăgubire conform unui contract